# Alfred Pfaff
Alfred Pfaff – ex-futbolista alemán nacido en Fráncfort del Meno el 16 de julio de 1926 (falleció el 27 de diciembre de 2008). Es considerado una de los grandes leyendas del Eintracht Fráncfort y uno de los mejores futbolistas alemanes de la historia.

## Selección Alemana
Con la selección alemana consiguió la Copa del Mundo por primera vez en su historia, al derrotar en la final al poderoso equipo húngaro por 3 a 2.El hecho de haber jugado pocos partidos en la selección fue por preferencia de Sepp Herberger,que optaba por Fritz Walter.
Falleció tras una larga enfermedad el 27 de diciembre de 2008 a la edad de 82 años.

## Clubes
| Equipo              | Temporadas | Partidos | Goles |
| ------------------- | ---------- | -------- | ----- |
| Rödelheimer FC      | 1947-1949  | ?        | ?     |
| Eintracht Fráncfort | 1949-1961  | 301      | 103   |
| Selección alemana   | 1953-1958  | 7        | 2     |